# Ximen Perez de Figuerola
Ximen Pérez de Figuerola (València, c. 1470 - Palma, 1538) va ser un jurista i polític valencià que va ocupar diversos càrrecs de rellevància en la Corona d'Aragó durant els regnats de Ferran el Catòlic i Carles V: regent de la Cancelleria de València, regent de la Cancelleria i Consell d'Aragó, vicecanceller Cancelleria i Consell d'Aragó i lloctinent general del Regne de Mallorca.
La seva trajectòria va consolidar la seva família dins la noblesa valenciana, especialment gràcies a la compra del senyoriu de Ròtova, que passaria als seus descendents.

## Formació i inicis professionals
Es va formar en estudis jurídics a Pisa, al Studio Fiorentino, on va obtenir el doctorat en Dret civil i canònic el 1494. De retorn a València el 1499, el governador Lluís de Cabanilles el va encarregar de resoldre un litigi territorial entre dues famílies nobiliàries. En el marc d'aquesta disputa, Figuerola va realitzar un mapa de la Vall d'Albaida, considerada una de les representacions gràfiques més antigues del territori valencià.
Aquell mateix any, va ser nomenat assessor del justícia civil i va començar a exercir com a jutge en el Tribunal Reial de València. No obstant això, la seva vinculació estable amb l'administració reial no es va consolidar fins al 1509, quan va obtenir una plaça a la recentment organitzada Reial Audiència de València (1506-1507), influït pels serveis del seu pare a la ciutat.

## Ascens en l'administració reial
El 1514 va ser promogut a regent de la Cancelleria del Consell d'Aragó, participant en els esdeveniments polítics derivats de la mort de Ferran el Catòlic i l'arribada de Carles V. Durant aquest període, es va alinear amb el cardenal Cisneros i va seguir les directrius del seu amic Jeroni de Cabanilles, capità de la guàrdia reial. L'adveniment de Mercurino Gattinara com a canceller de Carles V (1518) va ser decisiu per a la seva carrera, ja que va rebre missions de gran importància, com la resolució de conflictes territorials a València o la gestió de la protesta dels estaments valencians per la no presència de Carles V a la ciutat. Malgrat tot, la seva tasca no va impedir el desenvolupament de la revolta de les Germanies.

## Paper en la repressió de les Germanies
Després de l'esclat de la revolta de les Germanies (1520-1522), Figuerola va ser enviat a València com a conseller del virrei, Diego Hurtado de Mendoza. Quan la ciutat va ser ocupada pels agermanats, va haver d'abandonar-la juntament amb el govern virreinal, refugiant-se a Dénia fins que les tropes reials van iniciar la reconquesta. Acompanyant les forces monàrquiques, Figuerola va obtenir experiència militar que posteriorment li seria d'utilitat.
Acabada la revolta, va tornar al Consell d'Aragó, però el 1523 va ser designat vicecanceller de València, càrrec que li va conferir un paper clau en la repressió de la revolta. Durant aquest període, va supervisar les condemnes contra els dirigents agermanats i va gestionar la imposició de fortes sancions econòmiques a comunitats i gremis implicats en la rebel·lió. També va assumir responsabilitats en la conversió dels musulmans valencians i la defensa del litoral davant incursions otomanes i berberisques.

## Govern a Mallorca i últims anys
El 16 de gener 1534, Carles V el va nomenar lloctinent general del Regne de Mallorca. Durant el seu mandat, es va centrar en la seguretat del territori davant l'amenaça de pirates barbarescos i de la marina francesa. Va promoure la millora de les fortificacions i l'organització de la defensa, però les tensions amb les institucions locals van ser constants, especialment pel cost de mantenir les tropes.
El 3 de setembre de 1535, en el context de l'atac de la flota de Barba-rossa sobre Maó, una companyia enviada per Figuerola es va enfrontar a les tropes otomanes, molt més nombroses. L'enfrontament va acabar amb la total aniquilació de la companyia, incloent-hi els seus oficials de confiança. Aquest revés va minar la moral dels defensors, i els dirigents de Maó van negociar la rendició amb la promesa que les seves propietats serien respectades. No obstant això, la nit del 4 de setembre es va convertir en un episodi tràgic, marcat per saquejos, incendis i la captura de centenars d'habitants. Els dirigents que havien pactat la rendició es van refugiar a la finca de Binimaimut, però aviat van ser detinguts per ordre de Figuerola. El 8 de setembre es va iniciar un procés judicial rigorós, que es va allargar més d'un any. Finalment, el 24 d’octubre de 1536, els principals responsables van ser executats a la plaça del Born de Ciutadella.
Va morir al Palau Reial de l'Almudaina el 22 de gener de 1536, i en el seu testament va expressar el desig de ser enterrat a la capella familiar de l'església de Sant Martí de València o, en cas que no fos possible, al convent de Sant Domingo de Palma.